# Deparia ludingensis
Deparia ludingensis är en majbräkenväxtart som först beskrevs av Z.R.Wang och Li Bing Zhang, och fick sitt nu gällande namn av Z.R.Wang. Deparia ludingensis ingår i släktet Deparia och familjen Athyriaceae. Inga underarter finns listade.